# Henryk V Żelazny
Henryk V Żelazny (ur. między 1312 a 1321, zm. 13 kwietnia 1369) – w latach 1342–1369 książę żagański, od 1344 dziedziczny lennik czeski, od 1349 na połowie Głogowa, od 1363 na połowie Ścinawy.

## Życiorys
Henryk V Żelazny był jedynym synem księcia żagańskiego Henryka IV Wiernego i Matyldy brandenburskiej.
Doświadczenie polityczne zdobywał jeszcze u boku ojca uczestnicząc w pertraktacjach ze stryjem Janem ścinawskim w 1341 r., dzięki czemu obszar księstwa został powiększony o okręg Wschowy. Rok później wobec śmierci ojca Henryk V został udzielnym księciem żagańskim.
Nazywano go „Żelaznym” już we źródłach współczesnych ze względu na szaloną konsekwencję i bezwzględność. Po śmierci swego ojca próbował realizować politykę odzyskania utraconych ziem Henryka IV Wiernego.
W 1343 r. Henryk V odmawiając konsekwentnie złożenia hołdu Luksemburgom usiłował odzyskać Głogów, który został zajęty przez Jana Luksemburskiego po śmierci jego stryja Przemka w 1331 r. Jan Długosz zabierając głos w tej sprawie pisze:
Henryk, tak bardzo bolał nad krzywdą ojca, że dla odzyskania połowy miasta Głogowa ciągłymi walkami i napadami gnębił króla czeskiego Jana i jego syna Karola, który po nim objął to królestwo. Król Karol uznał za konieczne przybycie ze znacznym wojskiem z pomocą zaczepianym już dawno przez Henryka mieszczanom głogowskim.
Pomiędzy królem czeskim Karolem IV, a Henrykiem V Żelaznym rozgorzała nierówna walka.
W tym samym czasie (tj. w 1343 r.) król Polski Kazimierz III Wielki korzystając z zamieszania na Śląsku uderzył na ziemię wschowską, zdobywając ją błyskawicznie. W niespodziewanym konflikcie wsparli Henryka jego stryjowie Konrad I oleśnicki i Jan ścinawski, co spowodowało pojawianie się oddziałów polskich pod murami Ścinawy i mimo wcześniejszej przegranej z wojskami Konrada pod Oleśnicą król polski mógł ostatecznie święcić sukces odzyskania ostatniego skrawka Wielkopolski. Jan Długosz na ten temat napisał:
Zajął swego czasu dziad wspomnianego Henryka, książę głogowski i żagański, Henryk – kiedy król polski Władysław przez wiele lat był zajęty licznymi wojnami a zwłaszcza tymi, którymi go gnębili Krzyżacy – miasto Wschowę i związany z nim okręg, należący do Królestwa Polskiego. Jego zajęcie przez wiele lat uchodziło mu bezkarnie. Kiedy król Kazimierz raz po raz przez posłów i przez listy upominał się u niego o jego zwrot, dawał pełne pychy, opryskliwe odpowiedzi. (...) Przeto król Kazimierz obległ najpierw Wschowę, a szturmując ją przez wiele dni wszystkimi sposobami, kiedy żołnierze księcia żagańskiego nie mogli stawiać oporu, po przerwaniu murów, zdobywa je. (...) Po zagarnięciu tam niemałej liczby jeńców i zajęciu również całej ziemi wschowskiej poprowadził wojsko do księstwa żagańskiego.
Nie mogąc pokonać tak twardego przeciwnika, Henryk V posłał do Kazimierza Wielkiego poselstwo, w którym prosił o pokój. Wojska polskie ustąpiły wtedy z księstwa żagańskiego, a w obozie wojsk polskich doszło do spotkania pomiędzy królem polskim a Henrykiem Żelaznym. Polski władca nie chcąc zrazić księcia żagańskiego do siebie potraktował go wówczas z honorami i zwrócił mu część zajętej ziemi (z wyjątkiem ziemi wschowskiej).
Konflikt z Polską uniemożliwił Henrykowi stawianie dalszego oporu również Luksemburgom. Do układu doszło ostatecznie 7 czerwca 1344, kiedy Luksemburczyk oddał księciu Henrykowi V Żelaznemu połowę księstwa głogowskiego (przejęcie tej ziemi nastąpiło jednak dopiero w 1349 r.), w zamian za co ten złożył mu 23 listopada w Pradze hołd lenny.
Wydarzenia z 1344 r. spowodowały zbliżenie Henryka V do polityki Luksemburgów i kiedy rok później wybuchła wojna polsko-czeska o Śląsk, książę żagański wsparł militarnie swojego suwerena próbując jednocześnie odzyskać utraconą Wschowę.
Jako lennik króla czeskiego Henryk V uczestniczył również w licznych uroczystościach i akcjach dyplomatycznych Karola IV Luksemburskiego (np. w dniu 1 września 1347 r. w koronacji Karola w Pradze, dwa lata później uczestniczył w orszaku króla w podróży do Awinionu i Akwizgranu, by wreszcie w 1355 stać się świadkiem wyprawy do Włoch i koronacji cesarskiej w Rzymie).
Wierna służba zaowocowała w 1351 r. przekazaniem Henrykowi przez Karola po bezpotomnej śmierci Bolesława III płockiego jego dzierżaw, jako dziedzictwa po zhołdowanym w 1329 r. przez Jana Luksemburskiego Wacławie. Tylko zdecydowana akcja Kazimierza Wielkiego zapobiegła usadowieniu się książąt żagańskich na Mazowszu.
W 1356 r. Henryk wraz z Mikołajem ziębickim uczestniczył w misji dyplomatycznej do Konstantynopola, skąd wziął udział w pielgrzymce do Palestyny.
Po powrocie książę żagański poszerzał swoje posiadłości. Opanował drogą zakupów (głównie od Jana ścinawskiego) Nowogród Bobrzański, Ryczeń, połowę Ścinawy, oraz obszar pomiędzy Baryczą a Odrą zwany Międzyrzeczem. Kolejnym nabytkiem była połowa Góry Śląskiej przyłączona do księstwa po śmierci stryja, która nastąpiła pomiędzy 1361 a 1365 r. (pretensje drugiego stryja Konrada I oleśnickiego zostały zaspokojone sumą 600 grzywien srebra).
W 1360 r. niespodziewanie doszło do pogorszenia wzajemnych stosunków z Karolem IV Luksemburskim. Jednym z powodów było zbliżenie się króla czeskiego do księcia świdnickiego Bolka II Małego i wyciągnięcia na powrót na światło dzienne sprawy oprawy wdowiej Konstancji, wdowy po Przemku głogowskim. Henryk V Żelazny zorientował się, że nowy podział księstwa doprowadzi do tego, że utraci on nowe zdobycze, na które liczył. Jako przeciwwagę zbliżył się więc do Kazimierza Wielkiego i zaczął bywać na dworze krakowskim. Nowa linia polityczna została przypieczętowana małżeństwem zawartym pomiędzy córką Henryka Żelaznego Jadwigą żagańską a Kazimierzem Wielkim. Miało ono charakter polityczny. Kazimierz Wielki liczył na zwiększenie wpływów na Śląsku, a książę żagański zyskiwał możnego protektora i sojusznika. Ślub odbył się przypuszczalnie 25 lutego 1363 r. we Wschowie a udzielony został przez biskupa poznańskiego Jana V z Lutogniewa.
Henryk V był uważany za dobrego gospodarza, choć źródła podkreślały jego nadmierną surowość w kontaktach z poddanymi. Nie liczył się ani z kościołem, ani ze szlachtą. Szczególnie był kłopotliwy dla zakonu kanoników regularnych św. Augustyna z Żagania, z którymi toczył ciągłe spory. Różne ekscesy i wybryki doprowadziły do furii jego wasali, którzy go porwali i uwięzili w podziemiach kościoła św. Jakuba w Głogowie. Tylko przypadkowi Henryk V Żelazny zawdzięcza uwolnienie. W 1367 r. książę w wyniku zapalenia oczu stracił wzrok.
Książę był żonaty z córką księcia płockiego Wacława Anną (zmarłą 16 lutego 1363 r.), z którego to małżeństwa dochował się trzech synów, późniejszych książąt: Henryka VI Starszego, Henryka VII Rumpolda, oraz Henryka VIII Wróbla oraz dwóch córek: Anny, żony Jana I raciborskiego i Jadwigi, żony króla Polski Kazimierza Wielkiego i potem Ruprechta legnickiego.
Zmarł na zapalenie płuc 13 kwietnia 1369 r., został pochowany w Żaganiu w kościele kanoników regularnych.
Wywód przodków:
| 4. Henryk III Głogowczyk                        |  |                          |  |  |                     |
|                                                 |  | 2. Henryk IV Wierny      |  |  |                     |
| 5. Matylda brunszwicka                          |  |                          |  |  |                     |
|                                                 |  |                          |  |  | 1. Henryk V Żelazny |
| 6. Herman I Długi                               |  |                          |  |  |                     |
|                                                 |  | 3. Matylda Brandenburska |  |  |                     |
| 7. Anna z Habsburga córka Albrechta I Habsburga |  |                          |  |  |                     |
|                                                 |  |                          |  |  |                     |